# Jaime de Olano
Jaime Eduardo de Olano Vela (La Coruña, 6 de julio de 1970) es un abogado y político español, diputado por Lugo durante las X, XI, XII y XIII , XIV y XV legislaturas.

## Biografía
Licenciado en Derecho, desde 2006 trabaja como abogado. ESADE Business School- programa ejecutivo de Gobernanza del sector público.
Su trayectoria profesional se ha desarrollado en las especialidades del derecho civil, mercantil y laboral, tanto en los despachos colectivos (Betanzos y La Coruña) como en la asesoría (Lugo) donde ha prestado servicio al incorporarse a equipos de trabajo establecidos y/o liderando esos equipos. Desde 2010 ejerce con despacho propio en Viveiro.
A nivel local es el presidente de la Gestora del PP de Vivero desde 2001 hasta la actualidad. En las elecciones municipales de 2011 formó parte de la lista del Partido Popular de Vivero y fue elegido concejal. Unos meses más tarde figuró en la lista del PP al Congreso por la provincia de Lugo y fue elegido diputado. Fue reelegido en 2015 , 2016, 2019 y 2023. Ha ostentando los cargos de portavoz del PP en la Comisión de Presupuestos del Congreso de los Diputados y de portavoz adjunto del Grupo Parlamentario Popular en el Congreso de los Diputados.
En el 2019, Pablo Casado lo fichó para el Comité de Dirección del Partido Popular nombrándolo Vicesecretario nacional de Participación.